# Israel Pickens
Israel Pickens (Concord, 30 gennaio 1780 – Matanzas, 24 aprile 1827) è stato un politico statunitense. Fu il terzo governatore dell'Alabama dal 1821 al 1825.